# Прогресс М-СО1
Прогресс М-СО1 — специализированный транспортный грузовой корабль-модуль (ГКМ) серии «Прогресс», запущен к Международной космической станции. Серийный номер 301.

## Цель полёта
Доставка на станцию стыковочного отсека «Пирс» (СО1, 240ГК № 1Л) для дооснащения российского сегмента МКС. А также доставка более 700 килограммов различных грузов, в основном это оборудование, бортдокументация.

## Характеристики корабля
ГКМ «Прогресс М-СО1» созданный на базе ТКГ «Прогресс М», имеет следующие отличия от грузового корабля:
- Вместо грузового отсека и отсека компонентов дозаправки установлены стыковочный отсек и переходная проставка;
- Введен разделяемый стык между стыковочным отсеком и переходной проставкой;
- Установлен гибридный стыковочный агрегат для обеспечения стыковки к надирному порту служебного модуля «Звезда» (ось -Y);
- Проведены доработки бортовых систем в связи с изменением назначения корабля и состава его отсеков;
- Доработаны механизмы и экраны радиотехнической защиты антенн системы «Курс» при их установке на стыковочном отсеке.

## Хроника полёта
- 15.09.2001, в 02:34:55 (MSK), (23:34:52 UTC) — запуск с космодрома Байконур;
- 17.09.2001, в 04:05:14 (MSK), (01:05:14 UTC) — осуществлена стыковка корабля — модуля «Прогресс М-СО1» с МКС к надирному порту служебного модуля «Звезда». Процесс сближения проводился в автоматическом режиме;
- 26.09.2001, в 19:36:00 (MSK), (15:36:00 UTC) — была произведена расстыковка приборно-агрегатного отсека корабля «Прогресс М-СО1» от СО «Пирс» с последующим его сведением с орбиты[5].

## Перечень грузов
Оборудование, доставляемое на МКС в стыковочном отсеке «Пирс». Суммарная масса всех доставляемых грузов: 793,8 кг.
| Название | Масса (кг) |
| --- | ---------- |
| Штатное оборудование стыковочного отсека, установленное в транспортном положении:                               |            |
| грузовая стрела, выносное рабочее место, контейнер переносимый универсальный                                    | 288,6      |
| Оборудование для выходов в открытый космос:                                                                     |            |
| скафандр «Орлан-М», кислородные блоки, поглотительные патроны, ёмкости с водой, укладки сменных элементов и др. | 285,6      |
| Оборудование для ФГБ «Заря»                                                                                     | 13,3       |
| Научная аппаратура:                                                                                             |            |
| для программы «Андромеда»                                                                                       | 46,6       |
| для эксперимента «Плазменный кристалл — 3»                                                                      | 9,2        |
| для медицинских исследований                                                                                    | 6,7        |
| для эксперимента GTS                                                                                            | 2          |
| Бортдокументация                                                                                                | 13,4       |

## Интересные факты
Стоимость российского стыковочного отсека-модуля «Пирс» составила 15 млн. долларов.